# MHD (rappeur)
Le texte peut changer fréquemment, n’est peut-être pas à jour et peut manquer de recul. 
Le titre et la description de l'acte concerné reposent sur la qualification juridique retenue lors de la rédaction de l'article et peuvent évoluer en même temps que celle-ci.
Pour les articles homonymes, voir MHD et Mohamed Sylla.
MHD, de son vrai nom Mohamed Sylla (né le 10 septembre 1994 à La Roche-sur-Yon en Vendée), est un  rappeur et acteur français, ayant grandi dans le 19e arrondissement de Paris. Il commence sa carrière en 2012 au sein du groupe de rap 1.9 Réseaux, formé avec des amis de son quartier. Précurseur de l'afro trap, un mélange de hip-hop et de musiques africaines, il rencontre un engouement avec sa série de morceaux Afro Trap. Le 15 avril 2016, il publie son premier album solo MHD, certifié triple disque de platine en France. Le 19 septembre 2018, il publie son deuxième album intitulé 19, certifié également disque de platine.
Accusé du meurtre de Loïc Kamtchouang, un jeune homme de vingt-trois ans pris à partie par une dizaine d'individus dans la nuit du 5 au 6 juillet 2018 à Paris, il est condamné, le 24 septembre 2023, à une peine de douze ans de réclusion criminelle, peine confirmée en appel le 28 février 2025.

## Biographie

### Enfance et jeunesse
Mohamed Sylla naît le 10 septembre 1994 à La Roche-sur-Yon (Vendée),,, d'un père guinéen et d'une mère sénégalaise. Il est le cousin du rappeur Gazo et le frère du rappeur BatBat (ex-membre du groupe La Honda 19)[réf. nécessaire].
Il passe les deux premières années de sa vie en Vendée, puis sa famille déménage à Paris, d'abord dans le 18e arrondissement de Paris, puis dans le 20e arrondissement de Paris. Sa famille s'installe finalement dans le 19e arrondissement de Paris en 2003, dans la cité de Chaufourniers, aussi connu sous le nom de « Cité Rouge »,,. Sa mère est employée dans la cantine d'une école juive, son père dans des snacks.
Dès l'enfance, il s'intéresse à la musique et grandit avec les chansons de Salif Keïta ou d'Awilo Longomba.

### Débuts (2012-2015)
En 2012, à l'âge de dix-huit ans, Mohamed Sylla intègre 1.9 Réseaux, un collectif de rappeurs du 19e arrondissement de Paris. Mohamed Sylla y écrit ses premiers textes, pose dans des clips de musique trap, avec comme nom d'artiste celui de MHD, qui est la contraction de son prénom, Mohamed. Au sein de ce groupe, il écrit des textes gangsta rap. Après trois ans de carrière au sein d'1.9 Réseaux, il décide d'arrêter le rap,,.
Suivant cet arrêt de la musique, il enchaîne plusieurs métiers et devient serveur dans un restaurant du quartier de l'Odéon à Paris. Il y subit le classisme de la clientèle. Il travaille également comme livreur,. Diplômé d'un brevet d'études professionnelles dans la restauration et projette de travailler dans le domaine de la cuisine.

### Premiers succès et débuts médiatiques (2015-2016)
En août 2015, il publie un freestyle (une improvisation de rap) sur l'instrumentale du morceau Shekini du groupe nigérian P-Square sur Facebook. Le freestyle est partagé plus de 2 000 fois, ce qui le pousse à tourner un clip vidéo qu'il publie sur YouTube en septembre 2015, Afro Trap Pt. 1 (La Moula),,. En novembre 2015, il sort le titre Afro Trap Pt. 3 (Champions League), qui évoque notamment le Paris Saint-Germain (PSG). Il rencontre le succès, particulièrement grâce au relais des stars du club parisien qui en font leur hymne,.
Le rappeur est ainsi un pionnier de l'afro trap, mêlant le hip-hop à des musiques africaines telles que l'afrobeats ou l'afro house. Contrairement à ce que le nom du genre indique, il n'emprunte que peu à la trap. Il explique l'origine de ce mélange d'influences par une volonté de se démarquer musicalement du rap américain. Il utilise également régulièrement des langues africaines au sein de ses paroles comme le wolof ou le peul.
En janvier 2016, il rejoint le rappeur Booba dans sa tournée, pour laquelle il assure les premières parties,.

### MHD(2016-2018)
MHD sort son premier album homonyme le 15 avril 2016,. L'album regroupe les six titres Afro Trap et vend 12 695 exemplaires lors de sa première semaine de vente. Il contient deux titres en duo avec Fally Ipupa et Angélique Kidjo. En 2021, l'album est certifié triple disque de platine par le Syndicat national de l'édition phonographique. En avril 2016, il démarre une tournée internationale,. Au-delà de l'Europe, des célébrités telles que Madonna et Drake l'adoubent,,.
En avril 2017, il est invité à l'Élysée lors de la visite du président guinéen Alpha Condé.
Le 10 février 2017, il participe à la 32e cérémonie des Victoires de la musique où il est nommé dans la catégorie « chanson originale de l'année » avec le titre A Kele N'ta,. Le 29 avril 2017, il devient l'égérie de la marque allemande Puma.
En mars 2018, il annonce la création de son propre label, Nenso Music,. Le premier artiste signé sur ce label est le rappeur Topas,. En avril 2018, il participe au festival de Coachella en Californie. Il est ainsi le premier rappeur français à s'y produire, le groupe PNL n'ayant pas pu s'y rendre lors de leur invitation à la précédente édition,.

### 19(2018-2019)
Au mois d'août 2018, MHD annonce sur Twitter la sortie de son prochain album pour le 19 septembre 2018, intitulé 19. L'album fait 15 267 ventes en première semaine d'exploitation. Le 26 octobre 2018, soit un mois après la sortie de 19, son deuxième album est certifié disque d'or avec plus de 75 000 exemplaires vendus. Le même mois, il est à l'origine de l'ouverture d'une enquête de l'Inspection générale de la Police nationale (IGPN) après avoir publié une vidéo dans laquelle un de ses frères reçoit des coups de la part de policiers, ce que le rappeur dénonce comme une agression,.
En novembre 2018, il entame une tournée européenne. En janvier 2019, l'album 19 est certifié disque de platine.
Il est à la tête du film Mon frère de Julien Abraham, qui raconte l'histoire d'un jeune homme placé dans un centre éducatif après le meurtre de son père, dont il s'enfuit pour rejoindre Amsterdam avec un ami. Le film sort le 31 juillet 2019, tandis qu'MHD est en détention provisoire dans le cadre d'une enquête pour homicide.

### Retour avecMansa(depuis 2021)
Après une longue absence sur la scène musicale due à sa détention provisoire dans le cadre d'une enquête pour homicide, MHD sort le 27 mai 2021 un single Afro Trap Pt. 11 (King Kong).
Le 23 juin 2021, MHD annonce la sortie de son prochain album intitulé Mansa le 16 juillet 2021. L'album de 15 pistes inclut des collaborations avec Tiakola et les chanteurs nigérians Naira Marley et Adekunle Gold. Il y évoque notamment son incarcération,,. Il se vend à 6 521 exemplaires en première semaine d'exploitation
Le 10 octobre 2022, son album Mansa, est certifié disque d'or.

## Succès musical et popularité
En janvier 2019, ses clips cumulent près de 800 millions de vues sur YouTube.
En avril 2024, ses titres dépassent le milliard de streams sur Spotify. 

## Affaire judiciaire
Dans la nuit du 5 au 6 juillet 2018, une rixe éclate rue Saint-Maur, dans le 10e arrondissement de Paris. La rixe oppose deux bandes rivales, celles du 10e et du 19e arrondissement. Les secours interviennent mais ne parviennent pas à sauver la vie de Loïc Kamtchouang, un immigré camerounais de 23 ans, qui a été roué de coups et agressé à l'arme blanche,,, après avoir été renversé volontairement par une berline Mercedes. Le véhicule immatriculé en Allemagne est retrouvé incendié par la suite. Il existe deux vidéos de cet évènement : l'une filmée par un témoin, l'autre des images de vidéosurveillance d'un restaurateur de la rue St-Maur,.
Le 15 janvier 2019, Mohamed Sylla est arrêté dans son appartement et placé en garde à vue au 2e district de Police judiciaire (DPJ) de Paris, ainsi que trois autres personnes, toutes soupçonnées par les enquêteurs d'avoir participé à la rixe mortelle.
Présenté à un juge d'instruction à la fin de sa garde à vue, le 17 janvier 2019, Mohamed Sylla est écroué pour homicide volontaire et placé en détention provisoire à la prison de la Santé. Il est soupçonné par les enquêteurs d'être sorti de sa Mercedes, d'avoir frappé Loïc Kamtchouang à la tête, puis de s'être enfui à pied. Les enquêteurs l'identifient comme étant la personne de type africain, les cheveux teints en blond et portant un survêtement de la marque Puma, un modèle ayant la particularité de ne pas être commercialisé, mais d'être réservé aux « ambassadeurs » de la marque, dont fait partie MHD. Pour sa part, Mohamed Sylla nie toute implication dans cette rixe et clame son innocence,. À la suite de son incarcération, ses concerts et sa tournée sont annulés,.
Le 13 juin 2019, Mohamed Sylla, toujours en détention provisoire, est auditionné par le juge d'instruction du tribunal de grande instance de Paris. Il maintient sa version des faits, selon laquelle il ne serait pas impliqué dans la rixe mortelle. Pour autant, il admet que c'est bien sa voiture qui a été utilisée lors de l'agression, mais il dit l'avoir prêtée à un ami ce soir-là. Concernant le survêtement Puma non commercialisé, il soutient avoir offert ce modèle à plusieurs de ses connaissances.
Le 10 janvier 2020, sa détention provisoire est prolongée de six mois,. Fin mars, il est testé positif au COVID-19 et son avocate Élise Arfi fait une demande de libération avec placement sous contrôle judiciaire, une demande que la cour d'appel de Paris rejette définitivement le 8 avril 2020.
Le 16 juillet 2020, à l'expiration de son mandat de dépôt, Mohammed Sylla est libéré sous contrôle judiciaire,, il ne peut pas se rendre à Paris. Le parquet fait appel de cette décision de remise en liberté, mais est débouté le 23 juillet par la cour d'appel de Paris. Mohammed Sylla reste mis en examen pour homicide volontaire ; il continue de clamer son innocence. Il évoque cette affaire dans le titre Tout gâcher de son album Mansa : « J'devais remplir mon Bercy, pardon maman j'ai tout gâché ».
Le 21 septembre 2023, alors qu'il est jugé devant la cour d'assises de Paris depuis le 4 septembre pour meurtre, une peine de dix-huit ans de prison est requise contre le rappeur. Deux jours plus tard, dans la nuit du 23 au 24 septembre, il est condamné à douze ans de prison ferme,.
Le 4 octobre 2023, les avocats du rappeur annoncent sa décision de faire appel de la condamnation en première instance,. Le 2 février 2024, MHD est remis en liberté avant son procès en appel. Sa demande de mise en liberté est validée par la chambre de l'instruction de la cour d'appel de Paris.
Le 28 février 2025, il est condamné en appel à 12 ans de prison pour meurtre, la même peine qu’en première instance, alors qu'il continue de clamer son innocence. Il repart en détention,.

## Discographie

### Albums studio
- 2016 : MHD
- 2018 : 19
- 2021 : Mansa

### Singles
- 2015 : Afro Trap, Part. 1 (La Moula)
- 2015 : Afro Trap, Part. 2 (Kakala Bomayé)  Or
- 2015 : Afro Trap, Part. 3 (Champions League)  Diamant
- 2015 : Afro Trap, Part. 4 (Fais le mouv)  Or
- 2016 : Afro Trap, Part. 5 (Ngatie Abedi)  Platine
- 2016 : Afro Trap, Part. 6 (Molo Molo)  Or
- 2016 : Roger Milla  Or
- 2016 : Maman j'ai mal  Or
- 2016 : A Kele N'ta  Diamant
- 2016 : Afro Trap, Part. 7 (La puissance)  Diamant
- 2017 : Afro Trap, Part. 8 (Never)  Platine
- 2017 : Bravo
- 2017 : Afro Trap, Part. 9 (Faut les wet)
- 2018 : Afro Trap, Part. 10 (Moula Gang)
- 2018 : Bodyguard
- 2018 : Bella (feat. Wizkid)  Diamant
- 2018 : Aleo (feat. Yemi Alade)
- 2018 : XIX  Or
- 2018 : Bébé (feat. Dadju)  Diamant
- 2021 : Afro Trap, Part. 11 (King Kong)  Diamant
- 2021 : Pololo (feat. Tiakola)  Platine
- 2021 : 9 min
- 2021 : Tout gâcher
- 2022 : Excuse-moi
- 2023 : Lyca
- 2023 : Jungle
- 2024 : Full  Or
- 2024 : Kata
- 2024 : Eiffel Tower
- 2025 : Eyla
- 2025 : Le S

### Apparitions
- 2015 : 1.9 Réseaux (Tino, Koys & MHD) - Ramenez-les tous
- 2016 : GS Clan (Kaou, H.I.B, Antaya & Dooma) feat. 1.9 Réseaux (Tino, Koys & MHD) - Freestyle Affreux Trap (sur la mixtape #OPP2 du GS Clan)
- 2016 : 1.9 Réseaux (Mam's, MHD & Tino) - Igo, c'est comment? (sur la bande originale par Kore pour le film Pattaya)
- 2016 : Black M feat. MHD - À l'ouest (sur l'album Éternel insatisfait de Black M)
- 2016 : Coolax feat. 1.9 Réseaux (MHD, Koys, Tino & Mam's) - Bomaye Street Zer (sur l'album Black Mathusalem de Coolax)
- 2016 : Zaho feat. MHD - Laissez-les kouma (sur l'album Le Monde à l'envers de Zaho)
- 2016 : The Shin Sekaï feat. MHD - Je suis désolé
- 2016 : Gradur feat. MHD, Alonzo & Nyda - Oblah (sur l'album Where is l'album de Gradur de Gradur)
- 2017 : Sofiane feat. MHD - Fais le mouv (sur la mixtape #JesuispasséchezSo de Sofiane)
- 2017 : Alonzo feat. MHD - Feu d'artifice (sur l'album 100 % d'Alonzo)
- 2017 : Fally Ipupa feat. MHD - Na Lingui Yé (sur l'album Tokooos de Fally Ipupa)
- 2017 : Niska feat. MHD - Versus (sur l'album Commando de Niska)
- 2017 : Aya Nakamura feat. MHD - Problèmes (sur l'album Journal Intime d'Aya Nakamura)
- 2018 : Ninho x MHD - Bénéfice (sur la compilation Game Over par le label 50K Editions)
- 2018 : Maître Gims feat. MHD - Appelez la police (sur l'album Ceinture noire de Maître Gims)
- 2018 : Sadek feat. MHD - Ariva (sur l'album Johnny de Janeiro de Sadek)
- 2018 : Dadju feat. Alonzo, Naza, MHD & Vegedream - Sans thème (Remix) (sur la réédition de l'album Gentleman 2.0 de Dadju)  Or
- 2019 : Dopebwoy feat. MHD - Niet Alsof (sur l'album Forever Lit de Dopebwoy)
- 2021 : Booba feat. MHD & MC João - Kabila (prévue à l'origine sur l'album Trône de Booba, en 2017)
- 2021 : DA Uzi feat. MHD - Carabine (sur l'album Vrai 2 Vrai de DA Uzi)
- 2021 : Leto feat. MHD - Christian Dior (sur l'album 17% de Leto)
- 2021 : Tayc feat. Franglish & MHD - Blackcard (sur l'album Fleur froide - Second état : la cristallisation de Tayc)
- 2021 : Imen Es feat. MHD - Appelez-les (sur l'album ES d'Imen Es)
- 2021 : Koba LaD feat. MHD - Gros bonnets (sur la mixtape Cartel : volume 2 de Koba LaD)
- 2021 : Bizarrap feat. MHD - BZRP Music Sessions #44
- 2022 : Chily feat. MHD - Nicky (sur l'album Van Bommel)
- 2022 : Joé Dwèt Filé feat. MHD - Gaga
- 2022 : NSG (en) feat. MHD - In Da Car
- 2023 : Dystinct feat. MHD - Tek Tek
- 2024 : Genezio feat. MHD - I WISH (sur le projet Bounce Music: Saison 2)
- 2024 : Meryl feat. MHD - WDMD
- 2024 : Didi B feat. MHD - DX3 (Dégâts X3)

## Filmographie
- 2019 : Mon frère de Julien Abraham : Teddy

## Distinctions

### Victoire de la musique
| Année | Travail nommé      | Catégorie                    | Résultat   |
| ----- | ------------------ | ---------------------------- | ---------- |
| 2017  | A Kele N'ta (2016) | Chanson originale de l'année | Nomination |

### Certifications
| Titre                                                             | Détails de l'album                                                                                | Meilleure position | Meilleure position | Meilleure position | Meilleure position | Ventes  | Certifications         |
| Titre                                                             | Détails de l'album                                                                                | FR                 | BEL (FR)           | BEL (NL)           | SUI                | Ventes  | Certifications         |
| ----------------------------------------------------------------- | ------------------------------------------------------------------------------------------------- | ------------------ | ------------------ | ------------------ | ------------------ | ------- | ---------------------- |
| MHD                                                               | - Sortie : 15 avril 2016 - Label : Capitol, Universal - Format : CD, téléchargement numérique     | 2                  | 12                 | 170                | 25                 | 200 000 | - France : 2 × Platine |
| 19                                                                | - Sortie : 19 septembre 2018 - Label : Capitol, Universal - Format : CD, téléchargement numérique | —                  | —                  | —                  | —                  | 100 000 | - France : Platine     |
| Mansa                                                             | - Sortie : 16 juillet 2021 - Label : Capitol, Universal - Format : CD, téléchargement numérique   |                    |                    |                    |                    | 50 000  | - France : Or          |
| « — » indique que l'album n'est pas sorti ou classé dans le pays. |                                                                                                   |                    |                    |                    |                    |         |                        |